# Köpfen (Landwirtschaft)
Beim Köpfen werden in der Landwirtschaft und im Gartenbau die Blütenstände von Nutzpflanzen wie beispielsweise Tabak zur Erhöhung des Ertrags und/oder Verbesserung der Blattqualität entfernt. 
Dies hat zur Folge, dass die Blätter des oberen Pflanzenteils voluminöser werden. Außerdem können die Blütenstände den oberen Blättern keine Assimilate mehr entziehen, sodass auch die in den Blättern gespeicherten Inhaltsstoffe erheblich zunehmen.
Der Kopfschnitt von Bäumen zur Gewinnung von Viehfutter oder Brennholz wird als Schneitelung bezeichnet.